# Женюх Олег Васильович
Женюх Олег Васильович (*22 березня 1987, Львів) — український футболіст, півзахисник.

## Біографія
Вихованець львівських «Карпат», але розпочав професійну кар'єру у 2004 році за фарм-клуб «Галичина-Карпати», лише по завершенню сезона перейшов у «Карпати-2», за який дебютував 24 липня 2004 року у матчі проти «Вереса». За дубль продовжував грати до 2006 року, поки не став заграватись за основну команду, яка саме в той сезон змогла зайняти друге місце у першій лізі та пробитися у еліту. У Вищій лізі дебютував 19 листопада 2006 року в матчі проти одеського «Чорноморця», що завершився поразкою 1-0. По завершенню сезону 2009—10 перейшов до луцької «Волині».

## Досягнення
- Срібний призер чемпіонату України в першій лізі: 2006